# Élie Richard
Pour les articles homonymes, voir Richard (patronyme).
Élie Louis Richard, né le 6 octobre 1885 à Cahors (Lot) et mort à Draveil le 14 février 1976, est un journaliste, écrivain, éditeur et poète français.

## Biographie
Élie Richard débute en 1909, publié dans la revue les Actes des poètes de Roger Dévigne. Durant l'été 1919, il fonde la maison d’édition Images de Paris : il publie ainsi des inédits de Guillaume Apollinaire et de Mallarmé, les débuts de Joseph Delteil et d’Antonin Artaud, et aussi Pierre Mac Orlan, Jules Supervielle, André Breton, Philippe Soupault, ou d'illustrateurs comme Raymond Thiollière, par exemple. Il est le directeur de la revue Images de Paris, revue libre de littérature, d'art, qui existe de 1919 à 1926.
Rédacteur en chef de journaux comme Ce Soir et de périodiques, il participe à l’ascension extraordinaire du journal Paris-Soir dans les années 1930.
Pendant neuf ans il donne des émissions littéraires à la Radiodiffusion-télévision française, où il fait revivre de grands écrivains, connus ou méconnus, parfois de ses amis : les Soirées de Paris, mises en ondes grâce aux voix de grands acteurs.

## Œuvres

### Poèmes et chansons
- Chansons le soir, Images de Paris, 1920-1925.
- Margelles de la nuit, Les Cahiers des Images de Paris no 2, Paris, 1965

### Romans
- Marceau la Rose
- Clamadieu (1934)
- Tuer n'est rien
- L'Homme de Milalbre

### Nouvelles
- Les Guerriers clandestins
- Un éclair à l'as

### Soties
- Flo ou les reflets du silence
- Le Rhinocéros blanc

### Essais
- Paris qui meurt
- Le Guide des grands ducs
- Charme des courses
- Nul n'est prophète à Saint-Sauveur
- Albert Huyot

### Théâtre radiophonique
- Faut-il arriver ? (Raymond Roussel)
- La Tragédie de la solitude (Rémy de Gourmont)
- Un grelot dans la nuit (Emmanuel Lochac)
- Le Pirate parfumé (Barbey d'Aurevilly)
- Le Songeur de sa vie (Jacques Cazotte)
- La vie est un mensonge (Marcel Schwob)
- Vérités de minuit (Henry Bauër et ses amis)
- Orphée parmi les barbares (Raymond de La Tailhède)
- Le Flâneur des îles et des bars (J.-M. Levet et ses amis)
- J'ai choisi… le bonheur (Joseph Delteil)
- Comment rire du sort et de soi-même (Ramón Gómez de la Serna)
- L'Aigle à l'auberge (Villiers de l'Isle Adam)

### Reportages
- L’Île de fer
- Le Volcan qui chante (L’Espagne en république)
- Frontières gammées (Avant l'agression)
- Vienne, porte de la guerre (Avant l'Anschluss)